# Santiaguito Tlalcilalcalli
Santiaguito Tlalcilalcalli, är en ort i Mexiko, tillhörande kommunen Almoloya de Juárez i den västra delen av delstaten Mexiko, i den centrala delen av landet. Orten hade 8 761 invånare vid folkräkningen 2010 och är kommunens näst största ort sett till befolkning.